# Římskokatolická farnost – arciděkanství Nepomuk
Římskokatolická farnost – arciděkanství Nepomuk je územním společenstvím římských katolíků v rámci sušickonepomuckého vikariátu českobudějovické diecéze.

## O farnosti

### Historie
Ves jménem Pomuk vznikla v souvislosti s cisterciáckým opatstvím Nepomuk kolem roku 1250. Od roku 1363 je zde doložena plebánie. V obci se narodil pozdější katolický světec a mučedník Jan Nepomucký. Klášter Nepomuk zanikl zrušením v 16. století. V roce 1630 byla místní farnost povýšena na děkanství a od roku 1740 začaly být vedeny matriky. V roce 1639 byl založen kostel na místě rodného domku Jana Nepomuckého. V roce 1790 byl založen nepomucký vikariát – dnes zvaný Sušice-Nepomuk.

### Současnost
Nepomuk je centrem kollatury, zahrnující také původně samostatné farnosti Myslív, Prádlo a Vrčeň, které v současnosti nemají sídelního duchovního správce.
| Kostel                      | Místo   | Bohoslužba                  | Bohoslužba                                                              | Poznámka        |
| --------------------------- | ------- | --------------------------- | ----------------------------------------------------------------------- | --------------- |
| Kaple sv. Markéty           | Klášter | neslouží se pravidelně      | neslouží se pravidelně                                                  | obecní kaple    |
| Kostel sv. Jakuba Staršího  | Nepomuk | neděle                      | 9.45 - ob týden (Mše sv.)                                               | farní kostel    |
| Kostel sv. Jana Nepomuckého | Nepomuk | neděle středa čtvrtek pátek | 9.45 - ob týden (Mše sv.) 8.00 (Mše sv.) 17.00 (adorace) 8.00 (Mše sv.) | poutní kostel   |
| Kostel sv. Martina          | Neurazy | neděle                      | 15.00 - ob týden (Mše sv.)                                              | filiální kostel |
| Kostel sv. Václava          | Žinkovy | sobota                      | 15.00 - ob týden (Mše sv.)                                              | filiální kostel |